# خوزه آنتونیو فرناندز
خوزه آنتونیو فرناندز، (به اسپانیایی: José Antonio Fernández) (زاده ۱۹۵۴) کارآفرین، بازرگان و مدیر ارشد اجرایی مکزیکی است، که در حال حاضر به‌عنوان مدیر عامل اجرایی و رییس هیئت مدیره شرکت فیمسا فعالیت می‌کند.